# Faustino Cannas
Faustino Cannas (Iglesias, 1802 – Cagliari, 13 marzo 1888) è stato un politico italiano e deputato del Regno di Sardegna.

## Biografia
È stato deputato del Regno di Sardegna nella II e III Legislatura, nel 1849.